# کی. اس. آدیامان
کی. اس. آدیامان (انگلیسی: K. S. Adhiyaman) کارگردان فیلم و فیلم‌نامه‌نویس اهل هند است.
وی کارگردان فیلم‌هایی همچون من مال تو هستم، عزیزم و ازدواج کردم گیر افتادم بوده است.